# 고르지주

주 문장

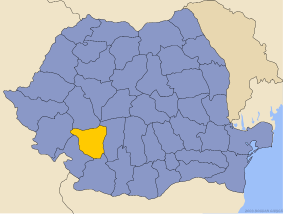
고르지 주의 위치

고르지주(루마니아어: Judeţul Gorj)는 루마니아 남서부 올테니아 지방에 위치한 주로, 주도는 트르구지우이며 면적은 5,602km2, 인구는 387,308명(2002년 기준), 인구 밀도는 69명/km2, ISO 3166-2 코드는 RO-GJ이다. 동쪽으로는 블체아 주, 서쪽으로는 메헤딘치 주와 카라슈세베린 주, 북쪽으로는 후네도아라 주, 남쪽으로는 돌지 주와 접하며 2개 시와 7개 마을, 61개 지방 자치체를 관할한다.
주 전체 인구 가운데 98% 이상은 루마니아인이며 로마인 소수도 거주한다.